# حامل الأكياس كالوندريلا
حامل الأكياس كالوندريلا (بالإنجليزية: Coleophora calandrella)‏ هي عثة من عائلة حاملات الأكياس المتوطّنة في المغرب.